# 袁承業 (政治人物)
袁承業（？年—？年），字紹庭，號曉艇，山西省平陽府翼城縣北關廂（今屬臨汾市）人，清朝政治人物。

## 生平
咸豐三年癸丑科第二甲第五十七名進士出身。

歷官不詳，同治十二年（1873年）自翰林院編修遷湖廣道監察御史。十一月奏報風聞山西翼城縣知縣錢官俊、稷山縣知縣田依渠貪劣，請求徹查。

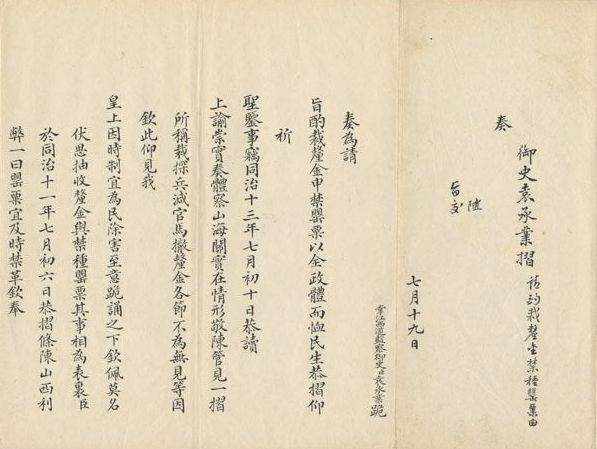
奏請酌裁釐金禁種罌粟事摺

十三年（1874年）二月任巡城御史巡視南城，奏參疏於防範白天搶奪的吏目，摘去頂戴勒令緝捕以使治安嚴明。七月改掌江西道監察御史，奏請裁減釐金、禁止種植罌粟。十月，巡視南城，奏請按例發給五城貧民棉衣、援案發給實銀。
染病解任歸鄉，主講晉陽書院。卒於書院館中，而被人發現家中沒有儲糧與遺財。

## 评价
為人丰采端正莊重，胸懷寬廣坦然。疏陳國家典法，進諫減少園林遊憩。提出方針：注重甲科以求取優良官吏、興隆建設學校以儲備培訓人才、杜絕假冒浮濫的官職以肅官方威信、申明法律禁令以端正社會風俗、懲治米鹽倉監督之廢弛怠慢、審察刑事獄政之拖延與滯留、遏制外國之頻密交際、褫革閹宦之奢侈豪華風氣、遏阻抑制奸民誣告、斥責革罷囂張權貴。上數十道奏章，都與理財、用人、宮禁有關，尤其注重防微杜漸，直言不諱，大都得到朝廷嘉許採納。